# تيجنيات
التَيْجَنِيَّات (الاسم العلمي: Fasciolariidae)، اسمها الشائع "حلزون الزنبق أو الحلزونات المغزلية"، هي فصيلة من الحلزون البحري تبلغ أحجامها من الصغير إلى الكبير، وتنتمي إلى الرخويات بطنيات القدم البحرية وفيلق البوقانيات.
ربما ظهرت فصيلة التيجنيات منذ حوالي 110 مليون سنة خلال العصر الطباشيري.
أنواعه الحديثة تقطن المياه الاستوائية إلى المعتدلة.